# بوآ (خواننده)
کوان بوآ (به کره‌ای: 권보아، به انگلیسی: Kwon Boa؛ زادهٔ ۵ نوامبر ۱۹۸۶) که با عنوان هنری بوآ شناخته می‌شود؛ خواننده و بازیگر اهل کرهٔ جنوبی است که در ژاپن و آمریکا نیز به فعّالیّت می‌پردازد. از وی به عنوان «ملکهٔ کی-پاپ» یاد می‌شود.
بوآ در گیونگی-دو کرهٔ جنوبی متولّد و در نوجوانی توسّط اس‌ام اینترتینمنت کشف شد. او پس از دو سال کارآموزی، در سال ۲۰۰۰، نخستین آلبوم کره‌ای خود را با عنوان «آی‌دی؛ صلح بی» منتشر کرد. دو سال بعد نیز اوّلین آلبوم ژاپنی وی با عنوان «به ندای قلب من گوش بده» منتشر گردید، این نخستین باری بود یک خوانندهٔ کره‌ای به صنعت موسیقی ژاپن راه می‌یافت.
در ۱۴ اکتبر ۲۰۰۸، بوآ با تک‌آهنگ «درسته قورتت می‌دم»، در آمریکا شروع به‌کار کرد و در ۱۷ مارس ۲۰۰۹، اوّلین آلبوم انگلیسی‌زبان خود را با عنوان «بوآ» ، منتشر کرد.
چندزبانه بودن بوآ عامل اصلی موفّقیّت وی در شرق آسیا است. او تنها هنرمند خارجی بود که سه آلبوم وی در ژاپن، بیش از یک میلیون نسخه فروخت، همچنین بوآ و آیومی هاماساکی، تنها هنرمندانی هستند که آلبوم‌هایشان برای شش بار پیاپی درصدر جدول اوریکن جای گرفته‌است.
بوا در سال 2022 در پروژه فرعی کمپانی  SM Entertainment، در گروه Got The Beat به همراه شش عضو دیگر: تهیان و هیویون عضو گروه گرلزجنریشن ، سولگی و  وندی عضو گروه ردولوت، وینتر و کارینا عضو گروه اسپا دبیو کرد.

### کره‌ای
آلبوم‌های استودیوئی
- ۲۰۰۰: آی‌دی؛ صلح بی
- ۲۰۰۲: شماره ۱
- ۲۰۰۳: پرنسس آتلانتیس
- ۲۰۰۴: اسم من
- ۲۰۰۵: دختران در رأس
- ۲۰۱۰: ونوس طوفانی
- ۲۰۱۲: یگانه
- ۲۰۱۵: لبانم را ببوس

آلبوم‌های چندآهنگه
- ۲۰۰۱: شیرجه به‌سوی جهان
- ۲۰۰۲: معجزه
- ۲۰۰۳: ما می‌درخشیم!

|

### ژاپنی
آلبوم‌های استودیوئی
- ۲۰۰۲: به ندای قلب من گوش بده
- ۲۰۰۳: ولنتی
- ۲۰۰۴: عشق و صداقت
- ۲۰۰۶: روئیدن
- ۲۰۰۷: بیست سالگی (۲۰)
- ۲۰۰۸: چهره
- ۲۰۱۰: هویّت
- ۲۰۱۴: کی برگشته؟

آلبوم‌های گردآوری‌شده
- ۲۰۰۴: منتخبین کی-پاپ
- ۲۰۰۵: بهترین‌های سول
- ۲۰۰۹: بهترین‌ها و آمریکا
- ۲۰۱۱: منتخبین تابستانهٔ بوآ ۲۰۱۱
- ۲۰۱۳: کلکسیون زمستانهٔ بلد ۲۰۱۳
- ۲۰۱۴: کلکسیون زمستانهٔ بلد ۲۰۱۴

آلبوم‌های ریمیکس
- ۲۰۰۲: ریمیکس‌های صلح بی
- ۲۰۰۳: جهانی دیگر

|

### انگلیسی
آلبوم‌های استودیوئی
- ۲۰۰۹: بوآ

|}

## فیلم‌شناسی

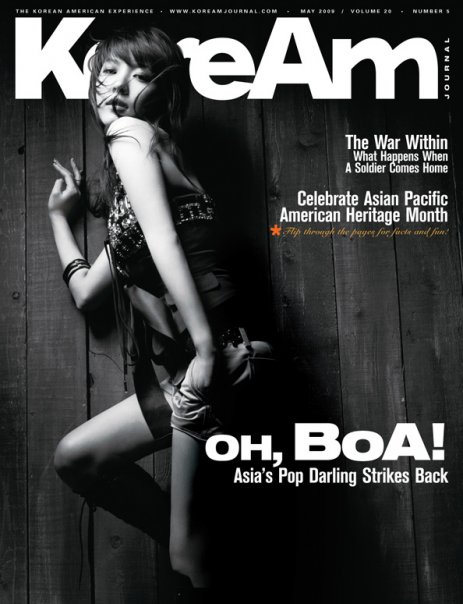
بوآ برروی جلد مجلهٔ KoreAm، مه ۲۰۰۹

### سریال‌های تلویزیونی
| سال       | شبکه           | عنوان              | نقش       | توضیحات                                |
| --------- | -------------- | ------------------ | --------- | -------------------------------------- |
| ۲۰۱۰      | اس‌بی‌اس         | آتنا: الههٔ جهنگ    | خودش      | افتخاری، قسمت ۷–۸                      |
| ۲۰۱۱–۲۰۱۲ | اس‌بی‌اس         | ستارهٔ کی-پاپ فصل ۱ | خودش      | داور اس‌ام اینترتینمنت                  |
| ۲۰۱۲      | اس‌بی‌اس         | مرد دونده          | خودش      | مهمان، قسمت ۸۸–۸۹                      |
| ۲۰۱۲      | کی‌بی‌اس         | وین وین            | خودش      | مهمان، قسمت ۱۱۶–۱۱۷                    |
| ۲۰۱۲      | کی‌بی‌اس         | جاده‌ای برای امید   | خودش      | مهمان                                  |
| ۲۰۱۲–۲۰۱۳ | اس‌بی‌اس         | ستارهٔ کی-پاپ فصل ۲ | خودش      | داور اس‌ام اینترتینمنت                  |
| ۲۰۱۳      | اس‌بی‌اس         | ممنونم             | خودش      | مهمان، قسمت ۲۱–۲۲                      |
| ۲۰۱۳      | کی‌بی‌اس         | در انتظار عشق      | جو یون-ئه | درام ویژه (نقش اصلی)                   |
| ۲۰۱۳      | ام‌بی‌سی         | چالش بی‌انتها       | خودش      | زوج گیل سونگ-جون در جشنوارهٔ ترانهٔ ۲۰۱۳ |
| ۲۰۱۴      | ام‌بی‌سی اِوری‌وان | اکسو ۲۰۱۴:۹۰       | خودش      | مهمان، قسمت ۹                          |
| ۲۰۱۵      | جی‌تی‌بی‌سی       | صحنهٔ جرم ۲         | همکار کُن  | مهمان، قسمت ۱۰                         |
| ۲۰۱۵      | تی‌وی‌ان         | روزانه سه وعده غذا | خودش      | مهمان، قسمت ۶–۷ (به‌همراه یو هه-جین)    |

### فیلم
| سال  | عنوان        | نقش                    | توضیحات                  |
| ---- | ------------ | ---------------------- | ------------------------ |
| ۲۰۰۶ | آن سوی پرچین | هیتر (صداپیشه)         | نسخهٔ دوبله کره‌ای و ژاپنی |
| ۲۰۱۲ | اینجانب.     | خودش                   | فیلم مستند               |
| ۲۰۱۴ | حرکت کن      | آیا                    | فیلم هالیوودی            |
| ۲۰۱۴ | مکالمهٔ ونوس  | سونگ بوم-شیک (افتخاری) | فیلم کره‌ای               |
| ۲۰۱۴ | بازی بزرگ    | سو-کیونگ               | فیلم کره‌ای               |